# Thomstorff

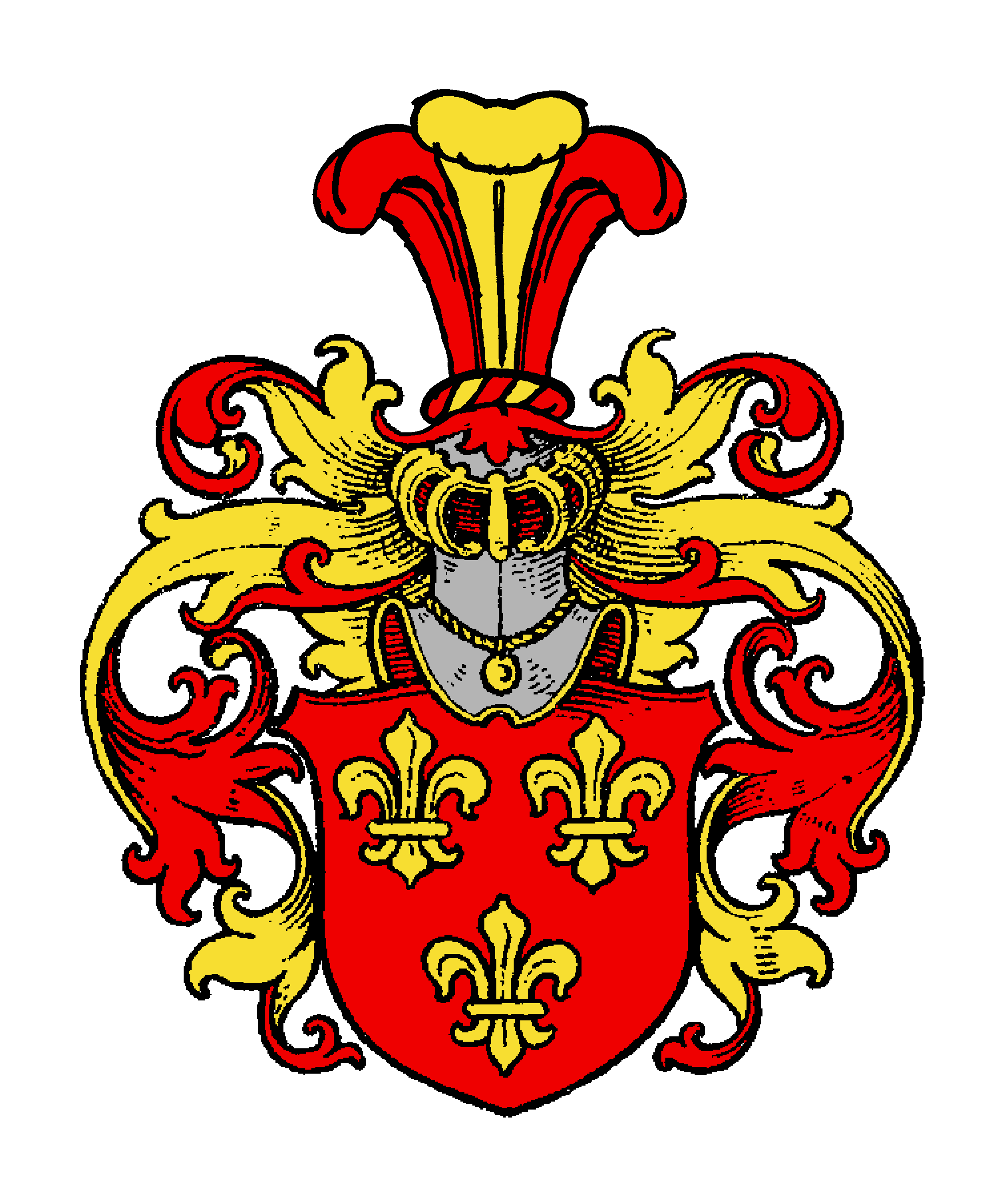
Wappen derer von Thomstorff

Thomstorff (auch Tomsdorf, Thomsdorf, Thomstorp, Dompsdorff oder Dahmsdorff) ist der Name eines alten, brandenburgischen und mecklenburgischen Adelsgeschlechts, das sich späterhin auch nach Holstein und Dänemark ausbreiten konnte. Die Familie blühte wenigstens bis in die Mitte des 19. Jahrhunderts.

## Geschichte
Die Thomstorff wurden zuerst in der Uckermark mit Henning von Thomsdorf im Jahre 1304 urkundlich genannt. Mechtild Thomsdorf war ab 1503 Äbtissin des Klosters Boitzenburg bzw. beim Stammsitz Thomsdorf. Spätestens um 1500 muss die Familie auch nach Mecklenburg übergesiedelt sein. Denn bereits 1523 gehörten Achim, Achim und Claus Thomstorff für die Familie zu den Mitsieglern der mecklenburgische Union. Franz von Dompsdorf († 1582) war letzter Komtur des deutschen Ordens in Bremen.
Carl Dietrich von Thomstorff (1688–1748), seit 1724 auf dem Familiengut in Rothspalk, war Oberstleutnant und Präsident am Landgerichtshof zu Güstrow und von 1746 bis 1748 Provisor im Kloster Dobbertin. Im Einschreibebuch des Klosters Dobbertin befinden sich acht Eintragungen von Töchtern der Familien von Thomstorff von 1724 bis 1801 aus Rothspalk und Warlin im dortigen adligen Damenstift.
Sein ältester Sohn, Ernst Christian Friedrich von Thomstorff (1732–1792), war 1754 der Verfasser der Rostocker Inauguraldissertation Agnetis augustae, Henrici III. imperatoris coniugis, historia. Später bekleidete er das Amt des Gerichtspräsidenten zu Güstrow. Friedrich Christopher von Thomstorff war um 1819 dort mecklenburgischer Vizedirektor der Justizkanzlei.

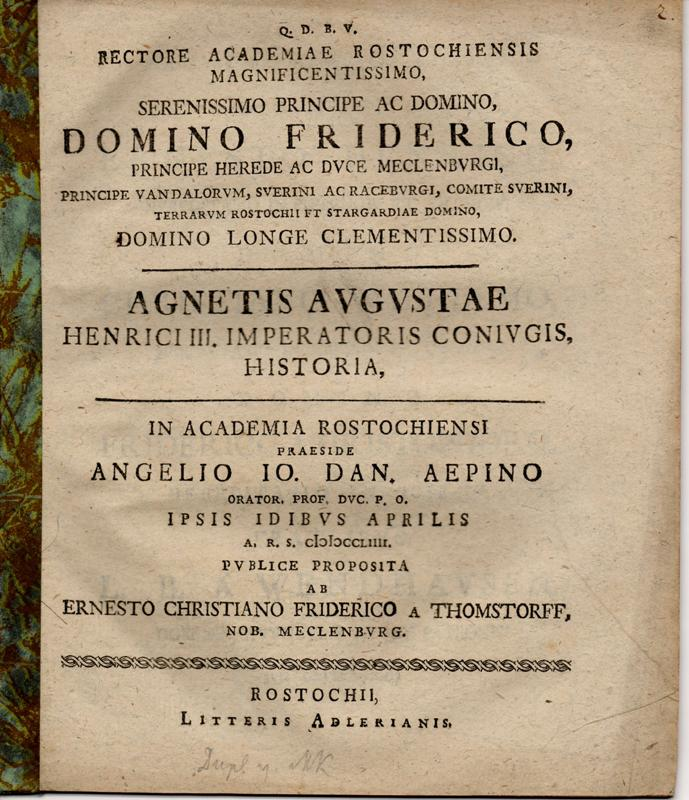
Titelblatt der Inauguraldissertation „Agnetis augustae [...] historia“
von Ernst Christian Friedrich von Thomstorff

Noch um 1800 standen mehrere Söhne der Familie als Offiziere in der preußischen Armee. August Ludwig von Thomstorff (* 1814) war seit 1837 im k.u.k. Husaren-Regiment Nr. 9 und schlug sich im Zuge der Ungarischen Revolution 1848/1849 auf ungarische Seite. In der Schlacht bei Mezőkövesd am 28. Februar 1849 hatte der Husarenoffizier Thomstorff seinem langjährigen Bekannten, dem auf österreichischer Seite kämpfenden und verwundeten Prinzen Wilhelm zu Schleswig-Holstein das Leben gerettet, indem er ihn unter eigener Verwundung vor den Husaren schützte. August von Thomstorff wurde Nachfolger des am 23. Mai 1849 abgesetzten Peter Giron als Kommandeur der schließlich Ende Juni aufgelösten Deutschen Legion der Ungarn. Als solcher geriet er in österreichische Gefangenschaft und wurde zum Tod durch Erschießen verurteilt. General Haynau begnadigte ihn jedoch zu zehn Jahren Festungshaft.

## Historischer Güterbesitz
In Brandenburg
Stammsitz: Thomsdorf (1407), weiterhin Jetzkendorf (1487–1564), beide im Kreis Templin sowie Döberitz (1649) im Kreis Osthavelland.
In Mecklenburg
Stammsitz: Bergfeld (1506–1798) im Amt Strelitz; weiterhin Watzkendorf im Amt Feldberg (zumindest 1720 und noch 1759 -daher der Name „von Thomstorff-Watzkendorff“), Carlsdorf (1801–1815), Gottin (1813–1825), Klaber (1792 verpfändet), Neuhof (1812–1815) und Rothspalk (1693–1811) im Amt Güstrow; Dersentin (1804–1811) im Amt Goldberg, Karchow (1600–1724) im Amt Stavenhagen sowie Sophienhof (1802–1811) im Amt Lübz.

## Wappen

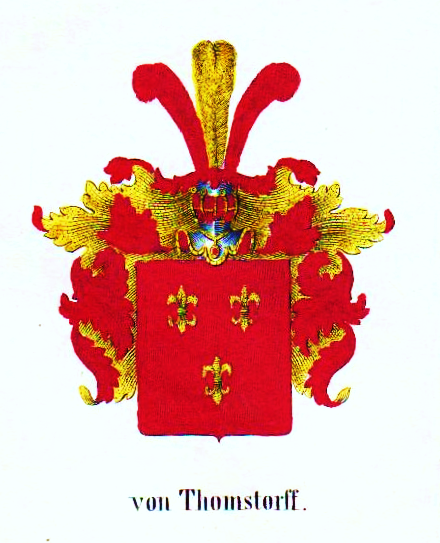
Lithographie um 1840

Das Stammwappen zeigt im roten Schild drei goldene Lilien. Auf dem Helm mit rot-goldenen Decken drei Straußenfedern (rot-golden-rot).
Laut Friedrich Crull seien alte Siegel der Familie (aus der Anfangszeit des Wappenwesens) nicht erhalten; die Straußenfedern als Helmzier seien jedoch sicher jünger als das Schildbild. Bei der Wappendarstellung im St.-Klaren-Kloster zu Ribnitz ist der Helm gekrönt und die Helmzier ein Busch roter und goldener Federn, die auch als Hahnenfedern interpretiert werden. Otto Titan von Hefner schreibt 1858 in Johann Siebmachers Großen und Allgemeinen Wappenbuch lediglich von einem „Busch [...] Federn“, wie auch die dort auf Tafel 19 beigefügte, auf historische Vorbilder fußende Zeichnung einen Federbusch zeigt, wobei allerdings indifferent ist, ob der aus Straußen- oder Hahnenfedern besteht.